# 马楚
楚（907年－951年12月14日），史称马楚，又称南楚，是五代十国时期的十国之一，湖南历史上唯一以湖南为中心建立的王朝。创始人是马殷，都长沙。
马楚全盛时，辖域包括潭、衡、永、道、郴、邵、岳、朗、澧、辰、溆、连、昭、宜、全、桂、梧、贺、蒙、富、严、柳、象、容共24州，下设武安、武平、静江等5个节镇，涵盖今湖南省大部和广西壮族自治区北部、贵州省东部和广东省北部。马楚自896年马殷任武安军节度使到951年被南唐所灭，历时56年，在湖南历史上产生重要影响。通过战争，消灭了湖南境内割据势力，实现了湖南的统一。
马楚灭亡次年，割据朗州的武平军节度使刘言又驱逐南唐军，与其继任者以武平军节度使的名义统治马楚故地直到963年被北宋所并。
马殷执政时，政治上采取“上奉天子、下抚士民”、内靖乱军、外御强藩等政策，使百姓获得了一个相对安定的环境。经济上，采取兴修水利、奖励农桑、发展茶业、提倡纺织、通商中原等措施，使社会经济得到了较快的发展。

## 历史
马殷本是唐朝末年军阀孙儒部将，孙儒败亡后，马殷助孙儒余部龙骧指挥使刘建锋夺取武安军。后刘建锋被杀，马殷被推举接手武安军。
896年，唐朝朝廷任马殷为武安军节度使，奠定了他在湖南立足的根基。
907年，后梁封马殷为楚王，都潭州，号长沙府。927年，后唐天成二年，正式册封马殷为楚国王，楚国正式成立。马殷仿效朝廷体制，改潭州为长沙府，作为国都，并在长沙城内修宫殿，置百官，建立了一个名符其实的独立王国，成为五代时期十个封建割据国家之一。
930年马殷死，马殷次子马希声继位。932年马希声死，马殷子馬希範继位。947年马希範死，马希广继位。950年马希萼攻打长沙，马希广兵败被杀。于是马希萼自立楚王。947年至951年的这段争夺王位的战争，史称“众驹争槽”。
951年11月，南唐乘马楚内乱，派大将边镐率军进入楚国，迫降马希崇，于16日占领长沙；12月14日，又迫降占据衡山的马希萼，马楚灭亡。楚国在岭南的领地则被南汉兼并，南唐和南汉为争夺地盘亦发生冲突。南唐还未站稳脚跟，马殷旧将朗州武平军节度使刘言又起兵击败了南唐军，继续据有湖南，称臣后周，仍以朗州为中心称武平军节度使。
952年，王进逵杀刘言控制湖南。955年，部将潘叔嗣又杀了王进逵；潭州军府事周行逢又进军朗州杀了潘叔嗣，湖南全境遂为周行逢所控制。962年，行逢死，子周保权继位，手下大将张文表起兵反叛。此时赵匡胤已发动陈桥兵变即帝位，建立宋朝。周保权一边平叛一边求救于荆南，宋朝以平乱为由出兵。虽然周保权在宋军到来前败杀张文表，但宋军也趁机挥军南下兼并荆南、攻占潭州。周保权被俘，武平军大将汪端继续抵抗但被平定。963年，湖南完全并入宋的版图。

## 重商政策
据史料记载，马殷“土宇既广，乃养士息民”，由于政治上采取上奉天子、下抚士民的保境息民政策，同时奉行奖励农桑、发展茶叶、倡导纺织、重视商业贸易。马楚利用湖南地处南方各政权中心的地理优势，大力发展与中原和周边的商业贸易，采取免收关税，鼓励进出口贸易，招徕各国商人。《十国春秋·楚武穆王世家》载：“是时王关市无征，四方商旅闻风辐。”

### 茶稅
茶税为当时楚国主要税收来源，因此政府每年税收“凡百万计”。为促进茶叶的生产与贸易，马楚政权采取“令民自造茶”、“听民售茶北客”的宽松政策，让百姓自己制造茶叶“以通商旅”。同时，马楚政权全国各地设置商业货栈（回图务），组织商人收购茶叶（茶商号“八床主人”），销往中原地区的商人，换回战马和丝织品。
由于马楚政权重商政策，那时的潭州已成为南方最大的茶市，城市化水平有了较大的发展。当时手工业和矿冶业也比较发达，其时采取“命民输税者皆以帛代钱”后“民间机抒大盛”，长沙棉纺业也始于马楚时期，其时楚地已种棉，故有胡三省之“木棉，今南方多有焉。于春中作畦种之，至夏秋之交结实，至秋丰其实之外皮四裂，中踊出自如绵。土人取而纺之，织之以布，细密厚暖，宜以御冬。”矿冶业方面，楚时潭州境内丹砂矿的开采风行一时，据说州的东境山崩，“涌出丹砂，委积如丘陵”，主要用于作为涂料之用，楚王马希範丹砂涂壁，“凡用数十万斤”。

### 铸造钱币
为了发展商业，马殷采纳大臣高郁的建议，铸造铅、铁钱币在境内流通。由于铅铁钱币笨重，携带不便，在南唐等国又被禁用，因此商旅出境外贸易，大都“无所用钱”，往往销货后又在楚就地购买大量产品销往外地，这样楚地境内生产的产品通过“易天下百货”而变得富饶。当时楚国的茶叶和粮食等为与周边的主要贸易产品。
楚国发行的钱币主要为小平钱的铅钱“开元通宝”和折十钱的铁钱“乾封泉宝”。另外还有铜钱“天策府宝”、“乾元重宝”等。铜钱的数量十分稀少，天策府宝为古泉五十名珍之一。

## 君主

### 君主列表
| 肖像 | 庙号 | 谥号                            | 名讳                  | 在世时间     | 在位时间     | 年号及使用时间 | 年号及使用时间 | 陵寝 |
| ---- | ---- | ------------------------------- | --------------------- | ------------ | ------------ | -------------- | -------------- | ---- |
| －   | －   | 楚文肃王 （后唐明宗李嗣源追谥） | 马筠                  | ？           | －           | －             | －             | －   |
| －   | －   | 楚莊穆王 （后唐明宗李嗣源追谥） | 馬禎                  | ？           | －           | －             | －             | －   |
| －   | －   | 楚景莊王 （后唐明宗李嗣源追谥） | 马元                  | ？           | －           | －             | －             | －   |
| －   | －   | 楚武穆王 （后唐明宗李嗣源谥）   | 马殷                  | 852年－930年 | 907年－930年 | －             | －             | －   |
| －   | －   | －                              | 马希声 （追封衡阳王） | 898年－932年 | 930年－932年 | －             | －             | －   |
| －   | －   | 楚文昭王 （后汉高祖刘暠谥）     | 馬希範                | 899年－947年 | 932年－947年 | －             | －             | －   |
| －   | －   | －                              | 马希广                | ？－950年    | 947年－950年 | －             | －             | －   |
| －   | －   | 楚恭孝王 （南唐元宗李璟谥）     | 马希萼                | 900年－953年 | 950年－951年 | －             | －             | －   |
| －   | －   | －                              | 马希崇                | 912年－？    | 951年        | －             | －             | －   |

### 君主世系图
|        |        |        |        |        |        |  |  |                           |                           |                           |                           |                           |                           |  |  | 楚武穆王 馬殷 852-907-930   |                             |                             |                             |                             |                             |  |  |                             |                             |                             |                             |                             |                             |  |  |        |        |        |        |        |        |  |  |        |        |        |        |        |        |  |  |                         |                         |                         |                         |                         |                         |  |  |                         |                         |                         |                         |                         |                         |  |  |  |  |
|        |        |        |        |        |        |  |  |                           |                           |                           |                           |                           |                           |  |  |                             |                             |                             |                             |                             |                             |  |  |                             |                             |                             |                             |                             |                             |  |  |        |        |        |        |        |        |  |  |        |        |        |        |        |        |  |  |                         |                         |                         |                         |                         |                         |  |  |                         |                         |                         |                         |                         |                         |  |  |  |  |
|        |        |        |        |        |        |  |  |                           |                           |                           |                           |                           |                           |  |  |                             |                             |                             |                             |                             |                             |  |  |                             |                             |                             |                             |                             |                             |  |  |        |        |        |        |        |        |  |  |        |        |        |        |        |        |  |  |                         |                         |                         |                         |                         |                         |  |  |                         |                         |                         |                         |                         |                         |  |  |  |  |
| 马希振 | 马希振 | 马希振 | 马希振 | 马希振 | 马希振 |  |  | 衡陽王 馬希聲 898-930-932 | 衡陽王 馬希聲 898-930-932 | 衡陽王 馬希聲 898-930-932 | 衡陽王 馬希聲 898-930-932 | 衡陽王 馬希聲 898-930-932 | 衡陽王 馬希聲 898-930-932 |  |  | 楚恭孝王 馬希萼 ?-950-951-? | 楚恭孝王 馬希萼 ?-950-951-? | 楚恭孝王 馬希萼 ?-950-951-? | 楚恭孝王 馬希萼 ?-950-951-? | 楚恭孝王 馬希萼 ?-950-951-? | 楚恭孝王 馬希萼 ?-950-951-? |  |  | 楚文昭王 馬希範 899-932-947 | 楚文昭王 馬希範 899-932-947 | 楚文昭王 馬希範 899-932-947 | 楚文昭王 馬希範 899-932-947 | 楚文昭王 馬希範 899-932-947 | 楚文昭王 馬希範 899-932-947 |  |  | 马希旺 | 马希旺 | 马希旺 | 马希旺 | 马希旺 | 马希旺 |  |  | 马希杲 | 马希杲 | 马希杲 | 马希杲 | 马希杲 | 马希杲 |  |  | 楚后主 馬希崇 912-951-? | 楚后主 馬希崇 912-951-? | 楚后主 馬希崇 912-951-? | 楚后主 馬希崇 912-951-? | 楚后主 馬希崇 912-951-? | 楚后主 馬希崇 912-951-? |  |  | 楚廢王 馬希廣 ?-947-950 | 楚廢王 馬希廣 ?-947-950 | 楚廢王 馬希廣 ?-947-950 | 楚廢王 馬希廣 ?-947-950 | 楚廢王 馬希廣 ?-947-950 | 楚廢王 馬希廣 ?-947-950 |  |  |  |  |
| 马希振 | 马希振 | 马希振 | 马希振 | 马希振 | 马希振 |  |  | 衡陽王 馬希聲 898-930-932 | 衡陽王 馬希聲 898-930-932 | 衡陽王 馬希聲 898-930-932 | 衡陽王 馬希聲 898-930-932 | 衡陽王 馬希聲 898-930-932 | 衡陽王 馬希聲 898-930-932 |  |  | 楚恭孝王 馬希萼 ?-950-951-? | 楚恭孝王 馬希萼 ?-950-951-? | 楚恭孝王 馬希萼 ?-950-951-? | 楚恭孝王 馬希萼 ?-950-951-? | 楚恭孝王 馬希萼 ?-950-951-? | 楚恭孝王 馬希萼 ?-950-951-? |  |  | 楚文昭王 馬希範 899-932-947 | 楚文昭王 馬希範 899-932-947 | 楚文昭王 馬希範 899-932-947 | 楚文昭王 馬希範 899-932-947 | 楚文昭王 馬希範 899-932-947 | 楚文昭王 馬希範 899-932-947 |  |  | 马希旺 | 马希旺 | 马希旺 | 马希旺 | 马希旺 | 马希旺 |  |  | 马希杲 | 马希杲 | 马希杲 | 马希杲 | 马希杲 | 马希杲 |  |  | 楚后主 馬希崇 912-951-? | 楚后主 馬希崇 912-951-? | 楚后主 馬希崇 912-951-? | 楚后主 馬希崇 912-951-? | 楚后主 馬希崇 912-951-? | 楚后主 馬希崇 912-951-? |  |  | 楚廢王 馬希廣 ?-947-950 | 楚廢王 馬希廣 ?-947-950 | 楚廢王 馬希廣 ?-947-950 | 楚廢王 馬希廣 ?-947-950 | 楚廢王 馬希廣 ?-947-950 | 楚廢王 馬希廣 ?-947-950 |  |  |  |  |
| 马光惠 |        |        |        |        |        |  |  |                           |                           |                           |                           |                           |                           |  |  |                             |                             |                             |                             |                             |                             |  |  |                             |                             |                             |                             |                             |                             |  |  |        |        |        |        |        |        |  |  |        |        |        |        |        |        |  |  |                         |                         |                         |                         |                         |                         |  |  |                         |                         |                         |                         |                         |                         |  |  |  |  |

| 姓名   | 在位時間    |
| ------ | ----------- |
| 刘言   | 951年—953年 |
| 王逵   | 953年—956年 |
| 周行逢 | 956年—962年 |
| 周保权 | 962年—963年 |

## 延伸阅读
[在维基数据编辑]
 《新五代史/卷66》，出自歐陽修《新五代史》

## 相关链接
- 中国碑帖拓片网
- 红网·马楚政权的重商政策
- 中华文化信息网·马殷建楚造福于民

| 中国朝代：湖南地区割据政权 | 中国朝代：湖南地区割据政权 | 中国朝代：湖南地区割据政权 |
| -------------------------- | -------------------------- | -------------------------- |

| 前朝： 唐 唐末武安军节度使 | 十国 · 楚 907年6月－951年12月14日 927年后唐册封楚国，正式建国 | 后朝： 十国 · 南唐 刘->王->潘 -> 周行逢、周保权割据 |